# Cultura Dilmun
La cultura Dilmun anche nota come Telmun (in arabo دلمون) è un'antica civiltà associata ai ritrovamenti archeologici nelle isole del Bahrein nel Golfo Persico. Questa terra è menzionata in testi mesopotamici come un partner commerciale e una fonte di rame.
Sebbene l'esatta posizione di Dilmun non sia chiara, potrebbe essersi estesa dalle isole del Bahrein nel Golfo Persico fino al Qatar, l'Oman e le coste dell'Iran affacciate sul Golfo Persico.

## Storia
A causa della sua posizione lungo le rotte commerciali che univano la Mesopotamia ai regni della Civiltà della valle dell'Indo, la civiltà Dilmun si sviluppò intorno all'Età del Bronzo, dal 3000 a.C., diventando uno dei crocevia commerciali più importanti del mondo antico.
Il primo contatto con la Mesopotamia meridionale si ebbe durante il cosiddetto periodo Ubaid, ed è testimoniato dal ritrovamento in moti siti archeologici di tracce della importazione di vasellame Ubaid.
Il termine Dilmun appare per la prima volta citato in lingua sumerica cuneiforme in una tavoletta d'argilla risalente al III millennio a.C., trovata nel tempio della dea Inanna, nella città di Uruk. L'aggettivo Dilmun era usato per descrivere un tipo particolare di ascia e un funzionario specifico; inoltre si sono ritrovate liste di partite di lana consegnate a persone collegate con Dilmun.
Esistono testimonianze sia scritte che archeologiche del fatto che la civiltà araba di Dilmun avesse intrecciato delle relazioni commerciali con la Mesopotamia e la Valle dell'Indo. Alcuni sigilli d'argilla provenienti dalla città di Harappa nella Valle dell'Indo sono state trovate in alcuni siti sauditi, così come un certo numero di questi stessi sigilli sono stati trovati negli scavi dell'antica Ur e in altri siti archeologici della regione mesopotamica. D'altro canto tracce di sigilli circolari utilizzati dalla civiltà di Dilmun, sono stati trovati a Lothal in Gujarat e in India e a Failaka, testimoniando l'esistenza di una lunga rotta commerciale via mare che si estendeva dalla regione della Penisola Araba fino in Mesopotamia e nella Valle dell'Indo.
In che cosa consistesse questo commercio è meno sicuro, si suppone che ne fossero oggetto alcuni tipi di legno pregiato, avorio, lapislazzuli, e alcuni beni di lusso come la corniola e le perle proveniente dal Golfo Persico, in cambio di argento, stagno, lana, olio d'oliva e grano proveniente dalla Mesopotamia.
Alcuni documenti commerciali trovati in Mesopotamia, liste di beni di importazione e persino delle scritture ufficiali che fanno menzione di Meluhha corroborano le ipotesi sorte con il ritrovamento dei sigilli della civiltà di Dilmun trovati ad Harappa.
Riferimenti letterari a Meluhha e alla rotta commerciale con Dilmun si trovano in diversi documenti risalenti al periodo accadico, al periodo della Terza dinastia di Ur e al periodo di Isin e Larsa, ma l'attività commerciale con Dilmun dovette iniziare nel Primo Periodo Dinastico (2600 a.C.).
Secondo gli studiosi del Museo Nazionale del Bahrain la civiltà Dilmun raggiunse il suo apice tra il 2200 a.C. ed il 1600 a.C., e iniziò il suo declino con l'improvviso collasso della civiltà della valle dell'Indo intorno al II millennio a.C., ciò potrebbe aver spodestato Dilmun come importante avamposto commerciale tra la Mesopotamia e l'India, spostando l'asse commerciale verso settentrione in regioni controllate dalla sola Mesopotamia.
Tracce di una cultura neolitica a Dilmun sono provate dal ritrovamento di attrezzi di selce e da armi rudimentali. Il ritrovamento di tavolette cuneiformi, di sigilli cilindrici e di corrispondenze tra i vari sovrani territoriali gettano maggiore luce sulla civiltà di Dilmun. Diverse citazioni in testi in Latino, Greco, Sumero e Accadico testimoniano la conoscenza di questa terra e di questa civiltà in diversi popoli antichi.
Alcune testimonianze attestano che Dilmun fosse uno stato vassallo della civiltà Assira intorno all'VIII secolo a.C. e che nel 600 a.C. venisse inglobato nel Regno neo-babilonese.
La civiltà di Dilmun subì il suo totale tracollo con la fine del commercio del rame, così a lungo controllato da questa nazione, che cercò di risollevarsi inserendosi nelle rotte commerciali per il traffico di incenso e spezie. La scoperta di un sontuoso ed immenso palazzo al sito di Ras al Qalah nel Bahrein promette di accrescere le nostre conoscenze su questa misteriosa civiltà.
Esistono tuttavia alcune informazioni provenienti dalle memorie di viaggio di Nearco, ammiraglio in carica della flotta di Alessandro Magno durante il suo ritorno dalla Valle dell'Indo. Nearco tuttavia non poté fermarsi a Dilmun e costeggiò la riva iraniana del Golfo Persico. Egli insediò una colonia sull'isola di Falaika lungo le coste kuwaitiane alla fine del IV secolo a.C., ed esplorò la regione fino ai confini del regno di Dilmun. Dal tempo di Nearco fino all'avvento dell'Islam nel VII secolo la regione di Dilmun era nota con il nome di Tylos. La storia di questo regno durante questo periodo è a noi sconosciuta, ma sappiamo che Tylos fu parte dell'Impero Seleucide e forse dell'Impero Parto.
Re Sapore II lo annesse insieme all'Arabia orientale nell'Impero Sasanide durante il IV secolo.
Nei testi che fanno riferimento a questa civiltà, se ne parla a volte come della terra dove sorge il sole o Terra dei Viventi, espressione ricca di forti riferimenti mitologici. Essa è lo scenario del mito della creazione sumero e il luogo dove il dio della pioggia sumero Ziusudra (Utnapishtim) viene rapito dagli dei per far parte del loro consesso. 
Dilmun viene anche citata nell'epopea di Enki e Ninhursag come il luogo dove avvenne la creazione. 
La dea sumera dell'aria, Ninlil aveva la sua dimora a Dilmun. Nell'Epopea di Gilgamesh esso è uno dei luoghi deputati ad ospitare il Giardino dell'Eden inoltre Gilgamesh, per raggiungere Dilmun, doveva passare attraverso il monte Mashu, che è usualmente identificato con l'insieme dei monti Libano ed Antilibano, con lo stretto passo racchiuso fra le due.

## Governanti conosciuti
Pochi sono i governanti di Dilmun che sono conosciuti:
1. Ziusudra ( XXVII secolo A.C.)
2. Rimun (c. 1780 A.C.)
3. Yagli-El, figlio di Rimun
4. Sumu-lěl (c. 1650 A.C.)
5. Usiananuri, nonno di Uballissu-Marduk (le date precise sono sconosciute)
6. Ilī-ippašra (contemporaneo con Burnaburiash II e Kurigalzu II)
7. Operi (c. 710 A.C.)
8. Hundaru I (c. 650 A.C.)
9. Qena (c. 680–c. 670 A.C.)
10. Hundaru II (706–685 A.C.)